# Discografia delle Pointer Sisters
La discografia delle Pointer Sisters è composta da 15 album registrati in studio tra il 1973 e il 1993, 13 raccolte, 1 colonna sonora e 3 album dal vivo.

## Album

### Album in studio
| The Pointer Sisters - Pubblicazione: 26 maggio 1973 - Etichetta: Blue Thumb  | 13  | 3  | —   | 8  | —  | —  | —  | —  | —  | —  |                                                                   |
| That's a Plenty - Pubblicazione: 13 febbraio 1974 - Etichetta: Blue Thumb    | 82  | 33 | 79  | —  | —  | —  | —  | —  | —  | —  | - Stati Uniti: Oro                                                |
| Steppin' - Pubblicazione: 19 maggio 1975 - Etichetta: ABC, Blue Thumb        | 22  | 3  | —   | 44 | —  | —  | —  | —  | —  | —  |                                                                   |
| Having a Party - Pubblicazione: 24 ottobre 1977 - Etichetta: ABC, Blue Thumb | 176 | 51 | —   | —  | —  | —  | —  | —  | —  | —  |                                                                   |
| Energy - Pubblicazione: 24 ottobre 1978 - Etichetta: Planet                  | 13  | 9  | 21  | 9  | —  | 1  | 38 | —  | —  | —  | - Stati Uniti: Oro - Canada: Platino - Paesi Bassi: Platino       |
| Priority - Pubblicazione: 29 agosto 1979 - Etichetta: Planet                 | 72  | 44 | 61  | 91 | —  | —  | —  | —  | —  | —  |                                                                   |
| Special Things - Pubblicazione: 1 agosto 1980 - Etichetta: Planet            | 34  | 19 | 67  | —  | —  | —  | —  | —  | —  | —  |                                                                   |
| Black & White - Pubblicazione: 12 giugno 1981 - Etichetta: Planet            | 12  | 9  | 15  | 41 | —  | 39 | 10 | —  | —  | 21 | - Stati Uniti: Oro                                                |
| So Excited! - Pubblicazione: 29 giugno 1982 - Etichetta: Planet              | 59  | 24 | —   | —  | —  | —  | —  | 23 | —  | —  |                                                                   |
| Break Out - Pubblicazione: 1 novembre 1983 - Etichetta: Planet, RCA          | 8   | 6  | 17  | 4  | —  | 15 | 6  | 27 | —  | 9  | - Stati Uniti: 3x Platino - Regno Unito: Oro - Canada: 4x Platino |
| Contact - Pubblicazione: 1 luglio 1985 - Etichetta: RCA                      | 24  | 11 | 17  | 14 | 49 | 37 | 36 | 6  | 19 | 34 | - Stati Uniti: Platino - Canada: Platino                          |
| Hot Together - Pubblicazione: 23 ottobre 1986 - Etichetta: RCA               | 48  | 39 | 100 | 58 | —  | —  | —  | 20 | —  | —  |                                                                   |
| Serious Slammin' - Pubblicazione: 1 marzo 1988 - Etichetta: RCA              | 152 | —  | —   | 78 | —  | —  | —  | 30 | —  | —  |                                                                   |
| Right Rhythm - Pubblicazione: 12 giugno 1990 - Etichetta: Motown             | —   | —  | —   | —  | —  | —  | —  | —  | —  | —  |                                                                   |
| Only Sisters Can Do That - Pubblicazione: 16 novembre 1993 - Etichetta: SBK  | —   | —  | —   | —  | —  | —  | —  | —  | —  | —  |                                                                   |
| "—" indica che l'album non si è classificato in quel Paese.                  |     |    |     |    |    |    |    |    |    |    |                                                                   |

### Album dal vivo
| Live at the Opera House - Pubblicazione: 13 aprile 1974 - Etichetta: Blue Thumb | 96 | 29 |
| The Pointer Sisters Live in Billings - Pubblicazione: 2004 - Etichetta: Madacy  | —  | —  |
| Natalia Meets the Pointer Sisters - Pubblicazione: 2006 - Etichetta: Sony BMG   | —  | —  |
| "—" indica che l'album non si è classificato in quel Paese.                     |    |    |

### Raccolte
| The Best of the Pointer Sisters - Pubblicazione: novembre 1976 - Etichetta: ABC, Blue Thumb         | 164 | 33 | —   | —  | —  |                    |
| Retrospect - Pubblicazione: 1981 - Etichetta: MCA                                                   | —   | —  | —   | —  | —  |                    |
| Pointer Sisters' Greatest Hits - Pubblicazione: 1982 - Etichetta: Planet                            | 178 | —  | 11  | —  | —  |                    |
| Greatest Hits - Pubblicazione: 1989 - Etichetta: RCA                                                | —   | —  | —   | —  | —  |                    |
| Jump - The Best of the Pointer Sisters - Pubblicazione: 1989 - Etichetta: RCA                       | —   | —  | —   | 50 | 11 |                    |
| Greatest Hits - Pubblicazione: 1995 - Etichetta: RCA                                                | —   | —  | 100 | —  | —  | - Regno Unito: Oro |
| Fire: The Very Best of the Pointer Sisters - Pubblicazione: 1996 - Etichetta: RCA                   | —   | —  | —   | —  | —  |                    |
| Yes We Can Can: The Best of the Blue Thumb Recordings - Pubblicazione: 1997 - Etichetta: Hip-O      | —   | —  | —   | —  | —  |                    |
| The Best of the Pointer Sisters - Pubblicazione: 2002 - Etichetta: RCA                              | —   | —  | —   | —  | —  |                    |
| Platinum & Gold Collection - Pubblicazione: 2004 - Etichetta: RCA                                   | —   | —  | —   | —  | —  |                    |
| The Millennium Collection: The Best of the Pointer Sisters - Pubblicazione: 2004 - Etichetta: Hip-O | —   | —  | —   | —  | —  |                    |
| Playlist: The Very Best of the Pointer Sisters - Pubblicazione: 2009 - Etichetta: Legacy            | —   | —  | —   | —  | —  |                    |
| Goldmine: The Best of the Pointer Sisters - Pubblicazione: 2010 - Etichetta: Sony Music             | —   | —  | —   | —  | —  |                    |
| "—" indica che l'album non si è classificato in quel Paese.                                         |     |    |     |    |    |                    |

### Colonne sonore
- Highlights from Ain't Misbehavin': The New Cast Recording (1996, RCA Victor)

## Singoli
| Anno                                                                          | Titolo                                                            | Classifiche | Classifiche | Classifiche | Classifiche | Classifiche | Classifiche | Classifiche | Classifiche | Classifiche | Certificazioni                       | Album di provenienza     |
| Anno                                                                          | Titolo                                                            | US          | US R&B      | US A/C      | AUS         | CAN         | GER         | NL          | NZ          | UK          | Certificazioni                       | Album di provenienza     |
| ----------------------------------------------------------------------------- | ----------------------------------------------------------------- | ----------- | ----------- | ----------- | ----------- | ----------- | ----------- | ----------- | ----------- | ----------- | ------------------------------------ | ------------------------ |
| 1971                                                                          | Don't Try to Take the Fifth                                       | —           | —           | —           | —           | —           | —           | —           | —           | —           |                                      | —                        |
| 1972                                                                          | Destination No More Heartaches"/ Send Him Back                    | —           | —           | —           | —           | —           | —           | —           | —           | —           |                                      | —                        |
| 1973                                                                          | Yes We Can Can                                                    | 11          | 12          | —           | 86          | 33          | —           | 25          | —           | —           |                                      | The Pointer Sisters      |
| 1973                                                                          | Wang Dang Doodle                                                  | 61          | 24          | —           | —           | 62          | —           | —           | —           | —           |                                      | The Pointer Sisters      |
| 1974                                                                          | Steam Heat                                                        | —           | —           | —           | —           | 90          | —           | —           | —           | —           |                                      | That's a Plenty          |
| 1974                                                                          | Love in Them There Hills                                          | —           | —           | —           | —           | —           | —           | —           | —           | —           |                                      | That's a Plenty          |
| 1974                                                                          | Fairytale                                                         | 13          | —           | 13          | 30          | 42          | —           | —           | —           | —           |                                      | That's a Plenty          |
| 1974                                                                          | Let It Be Me                                                      | —           | —           | —           | —           | —           | —           | —           | —           | —           |                                      | Live at the Opera House  |
| 1975                                                                          | Live Your Life Before You Die                                     | 89          | —           | 31          | —           | —           | —           | —           | —           | —           |                                      | —                        |
| 1975                                                                          | How Long (Betcha' Got a Chick on the Side)                        | 20          | 1           | —           | —           | 31          | —           | —           | —           | —           |                                      | Steppin'                 |
| 1975                                                                          | Going Down Slowly                                                 | 61          | 16          | —           | —           | 71          | —           | —           | —           | —           |                                      | Steppin'                 |
| 1976                                                                          | You Gotta Believe                                                 | —           | 14          | —           | —           | —           | —           | —           | —           | —           |                                      | Car Wash                 |
| 1977                                                                          | Having a Party                                                    | —           | 62          | —           | —           | —           | —           | —           | —           | —           |                                      | Having a Party           |
| 1977                                                                          | I Need a Man                                                      | —           | —           | —           | —           | —           | —           | —           | —           | —           |                                      | Having a Party           |
| 1978                                                                          | Fire                                                              | 2           | 14          | 21          | 7           | 3           | 35          | 1           | 1           | 34          | - Stati Uniti: Oro                   | Energy                   |
| 1979                                                                          | Everybody Is a Star                                               | —           | —           | —           | —           | —           | —           | —           | —           | 61          |                                      | Energy                   |
| 1979                                                                          | Happiness                                                         | 30          | 20          | —           | —           | 34          | —           | 11          | 33          | —           |                                      | Energy                   |
| 1979                                                                          | Blind Faith                                                       | —           | —           | —           | —           | —           | —           | —           | —           | —           |                                      | Priority                 |
| 1979                                                                          | Who Do You Love                                                   | —           | —           | —           | —           | —           | —           | —           | —           | —           |                                      | Priority                 |
| 1980                                                                          | He's So Shy                                                       | 3           | 10          | 13          | 11          | 14          | —           | 14          | 1           | —           | - Stati Uniti: Oro                   | Special Things           |
| 1980                                                                          | Could I Be Dreaming                                               | 52          | 22          | —           | —           | —           | —           | —           | 37          | —           |                                      | Special Things           |
| 1980                                                                          | We've Got the Power                                               | —           | —           | —           | —           | —           | —           | —           | —           | —           |                                      | Special Things           |
| 1980                                                                          | Where Did the Time Go                                             | —           | —           | —           | —           | —           | —           | —           | —           | —           |                                      | Special Things           |
| 1981                                                                          | Slow Hand                                                         | 2           | 7           | 6           | 5           | 10          | —           | 33          | 6           | 10          | - Stati Uniti: Oro                   | Black & White            |
| 1981                                                                          | What a Surprise                                                   | —           | 52          | —           | —           | —           | —           | —           | —           | —           |                                      | Black & White            |
| 1981                                                                          | Sweet Lover Man                                                   | —           | —           | —           | —           | —           | —           | —           | —           | —           |                                      | Black & White            |
| 1982                                                                          | Should I Do It                                                    | 13          | —           | 19          | 16          | 37          | 75          | 12          | 22          | 50          |                                      | Black & White            |
| 1982                                                                          | American Music                                                    | 16          | 23          | 9           | 78          | 28          | —           | 44          | —           | —           |                                      | So Excited!              |
| 1982                                                                          | I'm So Excited                                                    | 30          | 46          | —           | 9           | —           | —           | 18          | —           | —           | - Regno Unito: Platino               | So Excited!              |
| 1983                                                                          | If You Wanna Get Back Your Lady                                   | 67          | 44          | —           | —           | —           | —           | 23          | —           | —           |                                      | So Excited!              |
| 1983                                                                          | I Need You                                                        | 48          | 13          | 15          | —           | —           | —           | —           | —           | 25          |                                      | Break Out                |
| 1984                                                                          | Automatic                                                         | 5           | 2           | —           | 15          | 17          | —           | 9           | 8           | 2           | - Regno Unito: Argento               | Break Out                |
| 1984                                                                          | Jump (for My Love)                                                | 3           | 3           | 11          | 8           | 8           | 20          | 9           | 3           | 6           | - Regno Unito: Argento - Canada: Oro | Break Out                |
| 1984                                                                          | I'm So Excited (remix)                                            | 9           | —           | 25          | —           | 21          | —           | 19          | 29          | 11          |                                      | Break Out                |
| 1984                                                                          | Neutron Dance                                                     | 6           | 13          | 23          | 4           | 1           | 18          | 21          | 17          | 31          | - Canada: Oro                        | Break Out                |
| 1985                                                                          | Baby Come and Get It                                              | 44          | 24          | —           | 29          | 45          | —           | —           | —           | 76          |                                      | Break Out                |
| 1985                                                                          | Dare Me                                                           | 11          | 6           | 32          | 10          | 20          | —           | 45          | 27          | 17          |                                      | Contact                  |
| 1985                                                                          | Freedom                                                           | 59          | 25          | 16          | —           | 82          | —           | —           | —           | —           |                                      | Contact                  |
| 1986                                                                          | Twist My Arm                                                      | 83          | 61          | —           | —           | —           | —           | —           | —           | —           |                                      | Contact                  |
| 1986                                                                          | Back in My Arms                                                   | —           | —           | —           | —           | —           | —           | —           | —           | —           |                                      | Contact                  |
| 1986                                                                          | Goldmine                                                          | 33          | 17          | 27          | 79          | 44          | —           | —           | —           | 78          |                                      | Hot Together             |
| 1986                                                                          | Sexual Power                                                      | —           | —           | —           | —           | —           | —           | —           | —           | —           |                                      | Hot Together             |
| 1987                                                                          | All I Know Is the Way I Feel                                      | 93          | 69          | 36          | —           | —           | —           | —           | —           | —           |                                      | Hot Together             |
| 1987                                                                          | Mercury Rising                                                    | —           | 49          | —           | —           | —           | —           | —           | —           | —           |                                      | Hot Together             |
| 1987                                                                          | Be There                                                          | 42          | —           | —           | —           | 63          | —           | —           | —           | 78          |                                      | Beverly Hills Cop II     |
| 1988                                                                          | He Turned Me Out                                                  | —           | 39          | —           | —           | —           | —           | —           | —           | —           |                                      | Serious Slammin'         |
| 1988                                                                          | I'm in Love                                                       | —           | 67          | 36          | —           | —           | —           | —           | —           | —           |                                      | Serious Slammin'         |
| 1988                                                                          | Power of Persuasion                                               | —           | —           | —           | —           | —           | —           | —           | —           | —           |                                      | Caddyshack II            |
| 1990                                                                          | Friends' Advice (Don't Take It)                                   | —           | 36          | —           | —           | —           | —           | —           | —           | 97          |                                      | Right Rhythm             |
| 1990                                                                          | After You                                                         | —           | —           | —           | —           | —           | —           | —           | —           | —           |                                      | Right Rhythm             |
| 1990                                                                          | Insanity                                                          | —           | 62          | —           | —           | —           | —           | —           | —           | —           |                                      | Right Rhythm             |
| 1993                                                                          | Don't Walk Away                                                   | —           | —           | —           | —           | —           | —           | —           | —           | —           |                                      | Only Sisters Can Do That |
| 2005                                                                          | Sisters Are Doin' It for Themselves (con Natalia)                 | —           | —           | —           | —           | —           | —           | —           | —           | —           |                                      | —                        |
| 2005                                                                          | Christmas in New York                                             | —           | —           | 21          | —           | —           | —           | —           | —           | —           |                                      | —                        |
| 2020                                                                          | Feels Like June                                                   | —           | —           | —           | —           | —           | —           | —           | —           | —           |                                      | —                        |
| 2022                                                                          | Automatic (Nu Disco Mix) (Sean Finn, Lotus e The Pointer Sisters) | —           | —           | —           | —           | —           | —           | —           | —           | —           |                                      | —                        |
| "—" indica una pubblicazione non classificata o non pubblicata in quel Paese. |                                                                   |             |             |             |             |             |             |             |             |             |                                      |                          |

### Collaborazioni/apparizioni con altri artisti
- 1974 Little Red Hen (Taj Mahal feat. The Pointer Sisters)
- 1985 We Are the World (come parte del gruppo USA for Africa)
- 1991 Voices That Care (AA.VV.)

### Altre apparizioni
- 1985 Just a Little Closer (dall'album We Are the World)
- 1985 All Systems Go (dalla colonna sonora di Perfect)
- 1987 Santa Claus Is Coming to Town (dall'album A Very Special Christmas)
- 1988 He Turned Me Out (dalla colonna sonora di Action Jackson)
- 1989 Summer in the City (dalla colonna sonora di Karate Kid III - La sfida finale)
- 1991 Nine Lives (dall'album Am I Cool or What)
- 1994 Chain of Fools (con Clint Black, dall'album Rhythm, Country and Blues)
- 1996 Yo-Ho (A Pirate's Life for Me) (dall'album Disney's Music from the Park)
- 1996 You Got the Hummin (dalla colonna sonora di Ladri per amore)